# 瑪麗維爾 (伊利諾伊州)

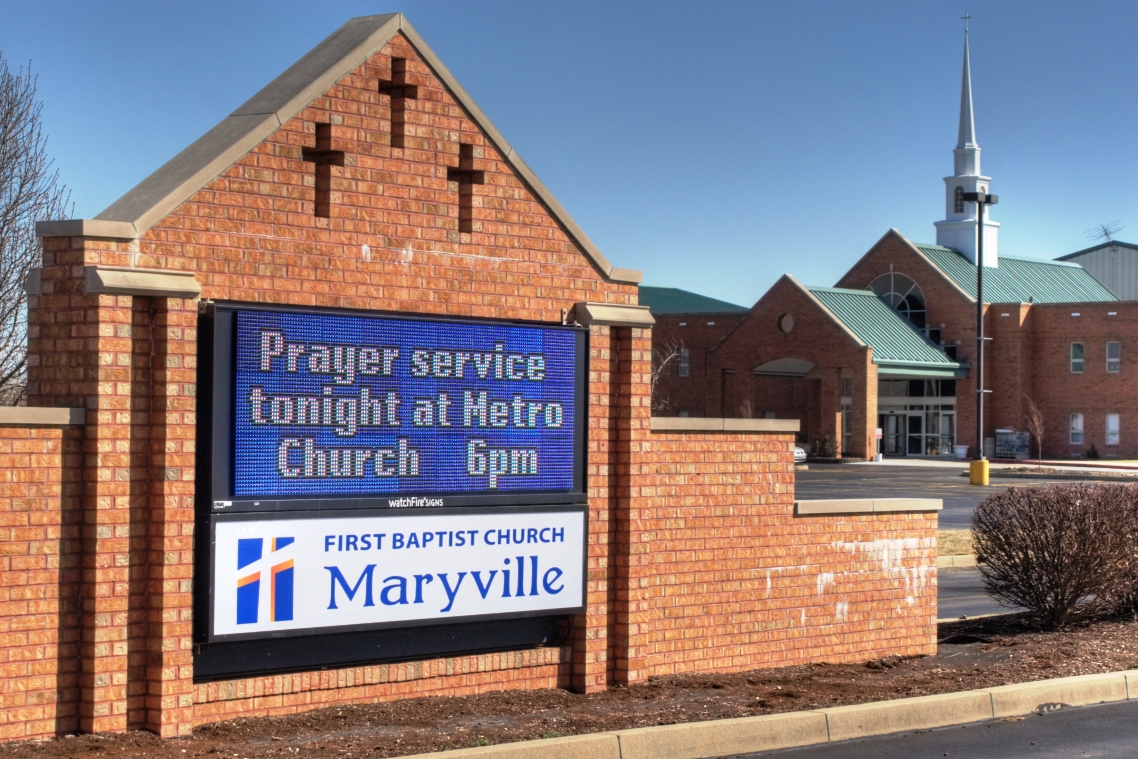
Maryville First Baptist Church (2009)

瑪麗維爾（英語：Maryville）是位於美國伊利諾伊州麥迪遜縣的一個村落。

## 地理
瑪麗維爾的座標為38°43′31″N 89°57′28″W / 38.72528°N 89.95778°W，而該地最高點為海拔高度171米（即561英尺）。

## 人口
根據2010年美國人口普查的數據，瑪麗維爾的面積為14.03平方千米，當中陸地面積為13.83平方千米，而水域面積為0.20平方千米。當地共有人口7487人，而人口密度為每平方千米533人。